# Syndrome d'évitement pathologique des demandes
 (avril 2018).
Si vous disposez d'ouvrages ou d'articles de référence ou si vous connaissez des sites web de qualité traitant du thème abordé ici, merci de compléter l'article en donnant les références utiles à sa vérifiabilité et en les liant à la section « Notes et références ».
Le syndrome d'évitement pathologique des demandes (PDA) est, au sein des troubles du développement neurologique un sous-type proposé de profil des troubles du spectre de l'autisme, principalement décrit et étudié au Royaume-Uni et dans les pays du Nord de l'Europe. Les caractéristiques associées à ce profil incluent une résistance et un refus persistant de la part de l'enfant, de l'adolescent et parfois de l'adulte de faire ce qu'on lui demande, même des demandes raisonnables et adaptées à son âge, qu'il apprécierait en temps normal. Ce syndrome, qui peut se manifester dès l'âge de 2 ans, est principalement décrit par une « résistance obsessionnelle aux exigences quotidiennes faisant appel à des stratégies manipulatrices, une sociabilité superficielle marquée par une position égocentrée, une labilité de l'humeur liée à un besoin de contrôle de la relation et un intérêt prononcé pour le monde imaginaire ».
Ce trouble n'est pas reconnu par le DSM-V ni le CIM-10. Les enfants présentant ce syndrome partagent de nombreux symptômes caractéristiques de l'autisme, tels que des difficultés de communication et dans les interactions sociales, des intérêts restreints et des motifs répétitifs de certains comportements. et il est improbable que ce syndrome soit un jour différencié du diagnostic de l'autisme, maintenant que le terme de trouble du spectre de l'autisme, qui inclut tout type d'autisme, a été adopté internationalement.
Cependant, ceux qui présentent ce profil particulier tentent de gérer leur très forte anxiété en s'efforçant de contrôler le déroulement de leurs interactions sociales, notamment en refusant systématiquement ou très fréquemment les demandes qui leur sont adressées par leur entourage ou de nouvelles relations. 

## Historique
Ce comportement est proposé comme syndrome séparé pour la première fois en 1980 par Elizabeth Newson (1914-2014), professeure en psychologie du développement à l'université de Nottingham : elle utilise alors l'expression « évitement pathologique des demandes » pour décrire une sous-catégorie d'enfants qui lui avaient été adressés pour une évaluation à la clinique pour le développement de l'enfant à l'université de Nottingham. Ces enfants avaient souvent reçu un diagnostic d'autisme atypique ou de trouble envahissant du développement non spécifié, qui n'avait souvent pas, pour les parents, réussi à expliquer les difficultés de leurs enfants. 
Newson a cherché à démontrer que le syndrome d'évitement pathologique est un trouble distinct du syndrome d'Asperger et de l'autisme en général. Elle a pour cela fait une analyse factorielle discriminante sur 90 sujets (50 atteints du syndrome d'évitement pathologique des demandes, 20 atteints du syndrome d'Asperger et 20 atteints d'autisme). Chez les individus atteints du syndrome d'évitement pathologique des demandes, elle remarquera des différences, à savoir un meilleur contact oculaire, des difficultés du langage moins marquées, et un attachement moins marqué à la routine ou à des intérêts restreints.
Actuellement les psychologues considèrent, contrairement à Newson, que le syndrome d'évitement pathologique des demandes et ses caractéristiques est un profil du spectre de l'autisme, qui peut être associé avec d'autres traits (syndrome d'Asperger, autisme atypique ou autisme infantile, TDAH).

## Caractéristiques cliniques
Il n'existe pas de critère de diagnostic officiel, mais on peut distinguer des caractéristiques cliniques principales.

### L'évitement des demandes
Les individus atteints de PDA, sont très stressés par ce qui peut paraître comme des demandes ou des suggestions quotidiennes basiques. Pour éviter d'accéder à ces demandes, l'enfant met en place des stratégies sociales, ce qui est souvent perçu comme de la manipulation de la part de ses parents et de son entourage (alors que ce n'est pas le cas).
Ces stratégies sont différentes selon l'âge, l'interlocuteur et le contexte. Elles peuvent se manifester exclusivement dans un environnement (crèche ou école) ou partout. 
Voici quelques exemples de stratégies sociales que ces enfants peuvent mettre en place : 
- la procrastination ou la négociation ;
- l'automutilation ;
- s'excuser ;
- se retirer dans un monde imaginaire (un engouement pour l'imaginaire non pris en compte par les tests diagnostiques de l'autisme ou d'autres troubles du développement)[3];
- des attaques verbales, voire physiques, sur la personne faisant la demande.

### Sociabilité superficielle
Les enfants atteints de PDA peuvent donner l'apparence au premier abord d'être sociables. Ils ont appris des formules de politesse, et peuvent refuser des demandes de façon polie, ils sont plus enclins à comprendre le sarcasme et la communication non verbale, cependant ils manquent de profondeur dans leur sociabilité, et présentent de nombreuses difficultés  :
- ils sont hypersensibles, et peuvent donc réagir de façon excessive à des événements en apparence triviaux ;
- ils ont du mal à comprendre, et donc à accepter, le principe de limite, et de hiérarchie sociale ;
- leur compréhension (intellectualisée, plus qu'émotionnelle) des échanges sociaux leur permet de percevoir les failles chez les autres, et d'en user si nécessaire[3]. Ils peuvent donc paraître trompeurs et sont souvent vus par leur entourage comme des manipulateurs ;
- enfants, ils peuvent manquer d'un sens de la fierté ou de conscience sociale, et agir donc parfois de façon très désinhibée en public.

Ce syndrome peut inclure des comportements oppositionnels et donc faire évoquer le TOP (trouble oppositionnel avec provocation), mais il s'en distingue par le fait que « l'opposition dans le PDA est toujours liée à une situation de demande, alors que dans le TOP, elle se manifeste dans des circonstances variées. En effet, l'enfant avec TOP peut insulter délibérément, se mettre en danger pour tester les limites, chercher à provoquer ou être à l'initiative de bagarres en embêtant les autres (...) ».

### Changement d'humeur et humeurs excessives
Ce syndrome est associé à des changement d'humeur rapide, qui paraissent souvent excessifs et dramatiques, comme si l'enfant jouait une scène de théâtre. Ces sautes d'humeur sont souvent sans cause apparente, mais plus fréquents quand l'individu ressent une pression à faire quelque chose, et éprouve le besoin de tout contrôler.

### Comportements obsessifs et intérêt prononcé pour le monde imaginaire
Les enfants s'engagent souvent dans des jeux de rôle et partent se réfugier dans un monde imaginaire (souvent les jeux vidéo de stratégie ou de la littérature fantaisie) pour éviter de faire face à la pression et aux demandes du monde extérieur. Quand ils sont impliqués dans des jeux imaginaires avec d'autres enfants, ils veulent souvent diriger et « être le chef ». Cette prédisposition à vouloir tout contrôler peut être source de conflits avec leurs camarades ou leurs frères et sœurs. 
L'enfant possède aussi souvent un ami imaginaire par qui il fait passer les demandes des adultes. Ils imitent souvent les autres, et assument leur « rôle » en allant jusqu'à imiter leur style, leurs mimiques ou leur façon de parler.
On peut aussi parler de comportements obsessifs et d'intérêts restreints, comme dans les autres profils des troubles du spectre de l'autisme. Cependant, ici, les individus atteints focalisent plus leurs comportements sur des personnages de leurs vies (qu'ils soient réels ou fictifs).

### Troubles sensoriels, troubles du langage et troubles du comportement
Comme tous les autres individus sur le spectre de l'autisme, ils ont souvent du mal à traiter les informations sensorielles de leur environnement, tels que le bruit, le goût, les odeurs ou la luminosité. 

## Conséquences
À cause de leur manque de capacité à réguler leurs émotions et leur taux d'anxiété élevé, comme tous les autres individus autistes, quand ils subissent un stress élevé, une forte pression, ou n'arrivent pas à traiter les informations sensorielles de leur environnement, ils sont sujets à des crises (meltdown, souvent suivie d'un shutdown), pour comprendre ces crises il faut les assimiler à des crises de paniques puis d'épuisement.
Ils présentaient souvent un retard de langage durant leur petite enfance (bien que le degré du retard dépende aussi de leurs capacités intellectuelles). Mais en grandissant, ils réussissent, dans la plupart des cas, à rattraper ce retard. A contrario, certains, hyperlexiques, se réfugient encore plus tôt dans les mondes fantastiques des livres et des jeux vidéos. 
L'imprévisibilité de leurs réactions peut devenir un obstacle important à l'intégration dans les contextes sociaux et professionnels,  notamment à l'âge adulte.